# Народний аматорський хор «Тясмин»

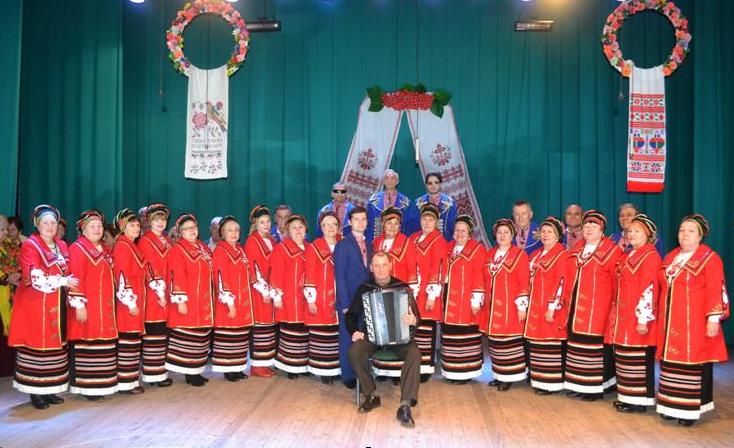
Колектив народного хору «Тясмин»

Тясмин — народний аматорський хор Олександрівського районного будинку культури був створений 1951 року в смт Олександрівка Олександрівського району Кіровоградської області.

## Історія
Засновником колективу був Віталій Романович Бідненко. Першим кроком до визначного майбутнього стала участь в обласному огляді сільських колективів художньої самодіяльності, а згодом, за високу виконавську майстерність, продемонстровану на республіканському огляді, колектив був нагороджений Почесною грамотою Міністерства культури УРСР.
Хор «Тясмин» був учасником Декади української літератури і мистецтва у Москві та обласного огляду, присвяченого 150-річчю від дня народження Т. Г. Шевченка. У 1967 році колектив очолив В'ячеслав Михайлович Савустяненко, який зарекомендував себе не тільки чудовим хормейстером, а й талановитим організатором. З приходом В'ячеслава Михайловича хор поповнюється новими учасниками, які поряд з більш досвідченими співаками виражали свою любов до народної пісні.
З 1968 року колектив — постійний учасник, переможець районних, обласних, всеукраїнських оглядів-конкурсів, пісенних фестивалів. Українська хорова пісня гідно була представлена олександрівськими хористами в Прибалтиці і в Білорусі. За плідну працю та високу виконавську майстерність в 1973 році хор «Тясмин» отримав звання «народний», був відзначений Почесними грамотами Президії Верховної Ради УРСР, Міністерства культури України, а керівник колективу В'ячеслав Савустяненко відзначений високим званням — «Заслужений працівник культури України».
З 1979 по 1984 роки керівником та диригентом «Тясмину» працювала Ольга Костенко — одна з учасниць колективу. Ольга Петрівна перейняла та збагатила досвід та пісенні традиції попередніх керівників. Під її керівництвом «Тясмин» представляв українське хорове мистецтво у Білорусі.
У 1985 році до колективу повертається В'ячеслав Михайлович Савустяненко. Саме цього року колективу випала честь представляти український хоровий спів на республіканському святі пісні у Латвії.
В 2017 році хор очолив молодий спеціаліст — Заєць Олексій Анатолійович. Акомпаніатором залишився Шаповал Олександр Анатолійович.
Народний аматорський хор «Тясмин» Олександрівського районного будинку культури є найбільш масовим співочим формуванням району, його склад поповнили молоді учасники.
«Тясмин» продовжує брати активну участь у більшості районних заходів, а також хор є незмінним учасником Всеукраїнського фестивалю-конкурсу вокально-хорового мистецтва «Калиновий спів».

## Репертуар
Репертуар хору багатий та різноманітний. До нього входить близько 200 пісень. В основному це українські народні пісні, обробки народних пісень, авторські пісні. Є пісні білоруською та латвійською мовами. Є пісні в обробці керівників колективу. Керівником проводиться систематична робота у плані підбору та опрацювання нового пісенного репертуару.

## Склад
Станом на 2018 рік у хорі 28 учасників.

## Керівники та акомпаніатори
Керівники:
- Віталій Бідненко
- В'ячеслав Савустяненко
- Ольга Костенко
- Валерій Усатенко

Акомпаніатори:
- Іван Рудь
- Микола Сирота
- Віктор Супрун
- Олександр Шаповал

Керівники оркестрової групи:
- Леонід Завада
- Віктор Супрун

Наразі колективом керує Заєць Олексій Анатолійович, який продовжує поєднувати традиційне з інноваційним.

## Нагороди
- Грамота II Всесоюзного фестивалю народної творчості, присвяченого 70-й річниці Великого Жовтня та в зв'язку з 35-річчям колективу (1986)

- Дипломи Всеукраїнського фестиваля-конкурса вокально-хорового мистецтва «Калиновий спів» (2005—2007, 2010—2014, 2016)

- Диплом обласного свята фольклору «Невичерпні джерела» (2013)

- Грамота за високу популяризацію хорової музики, вагомий внесок у справу збереження національної культури та з нагоди 65-річчя (2016)

## Фотогалерея

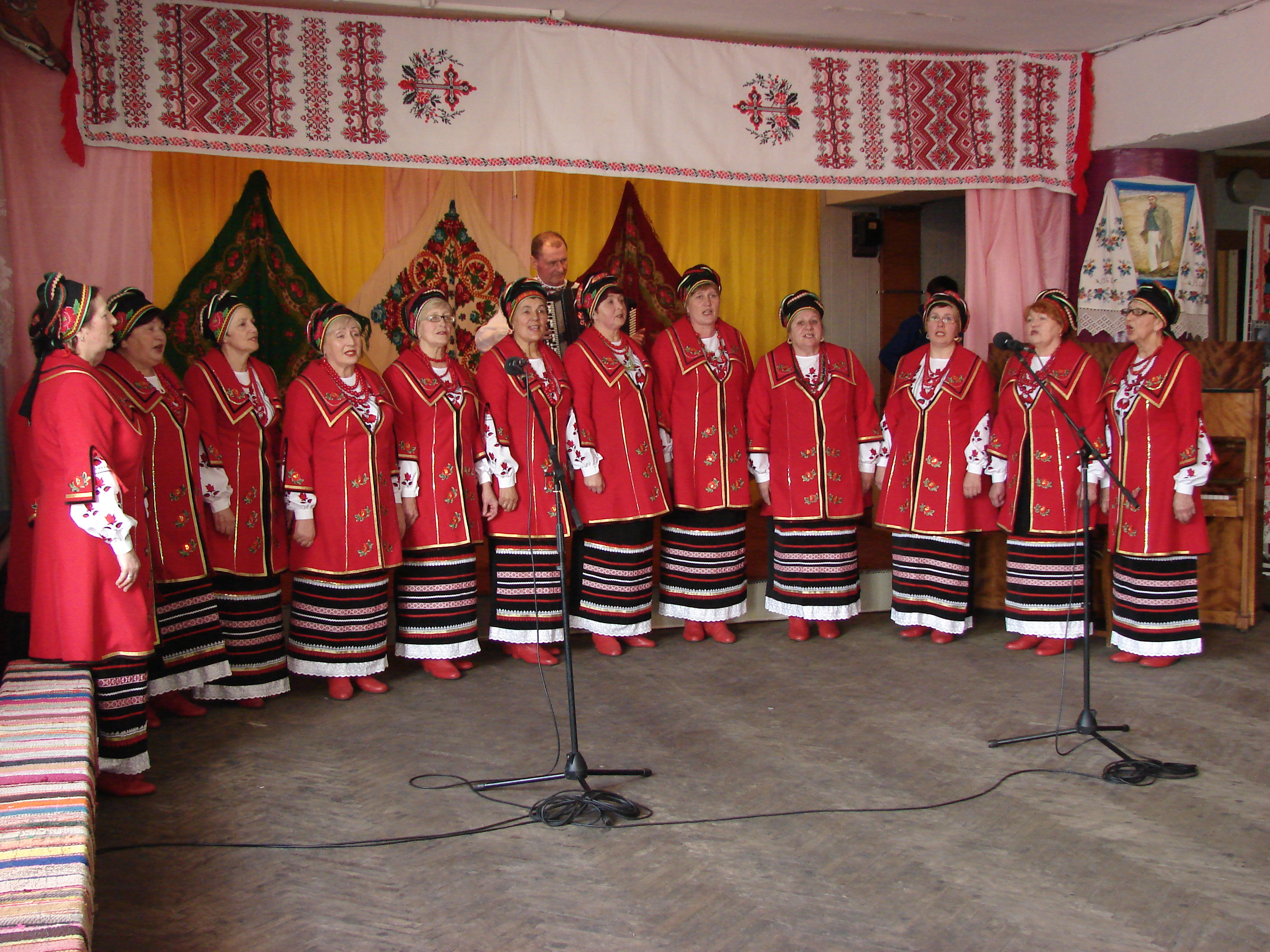
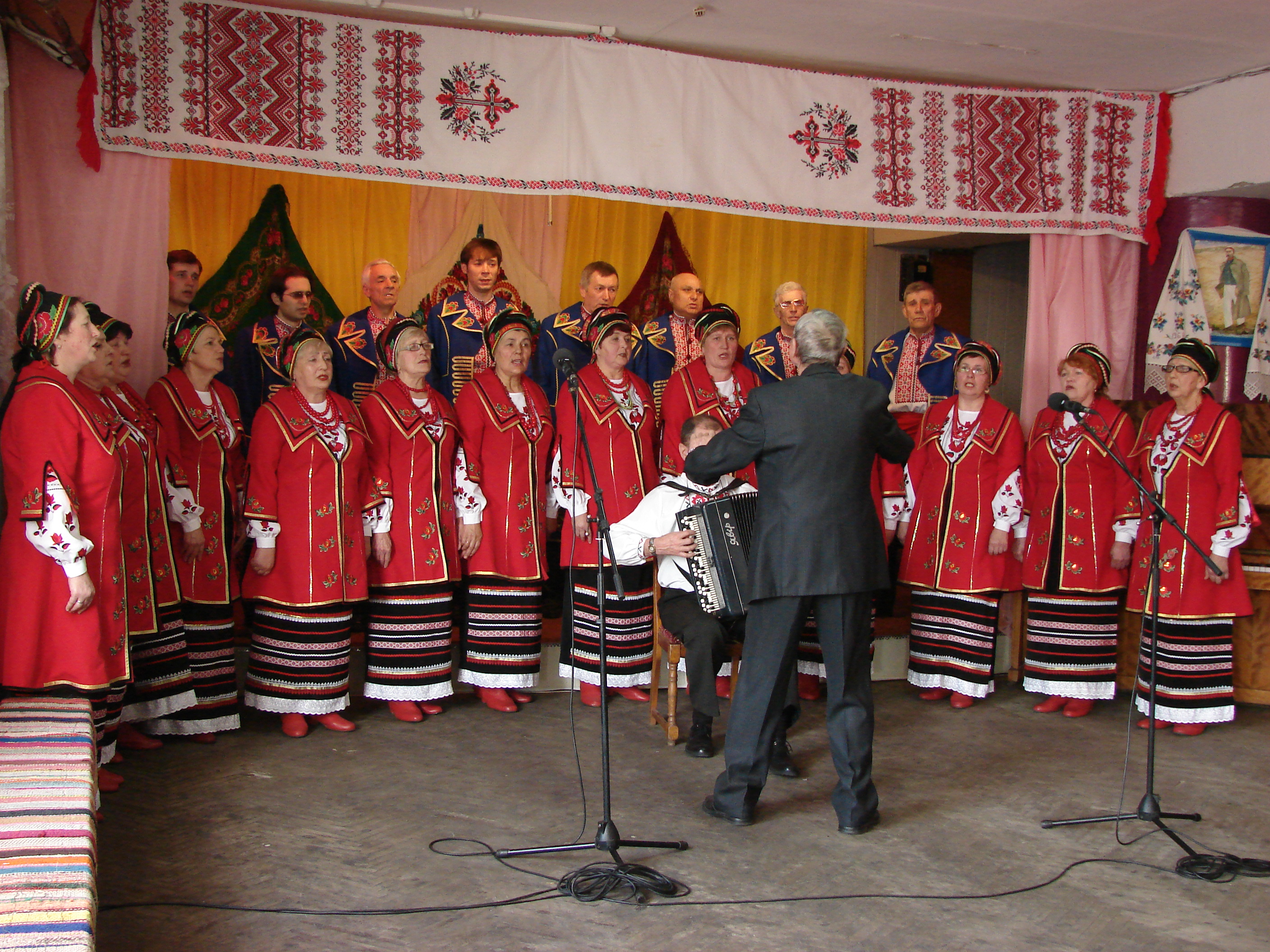
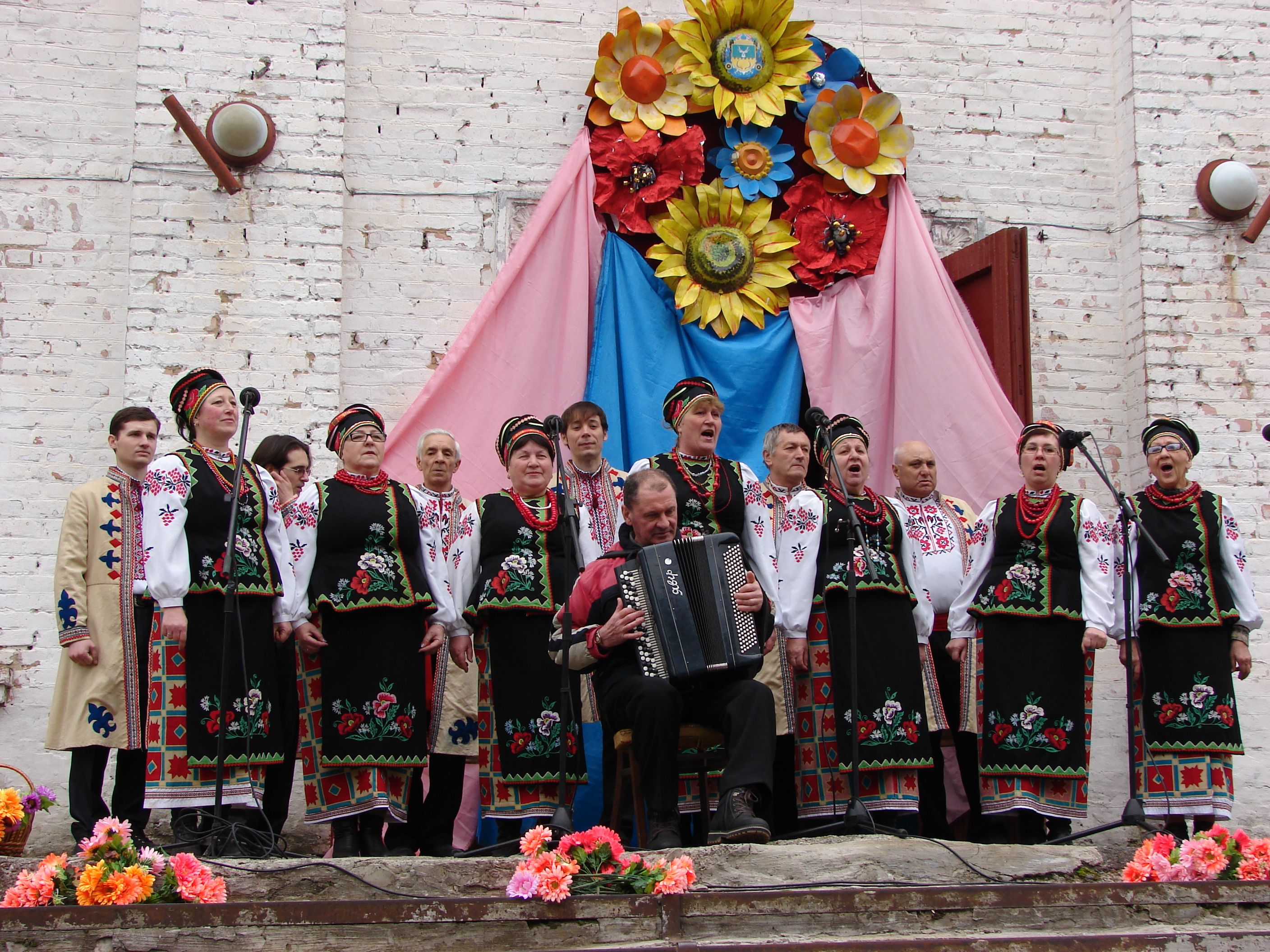
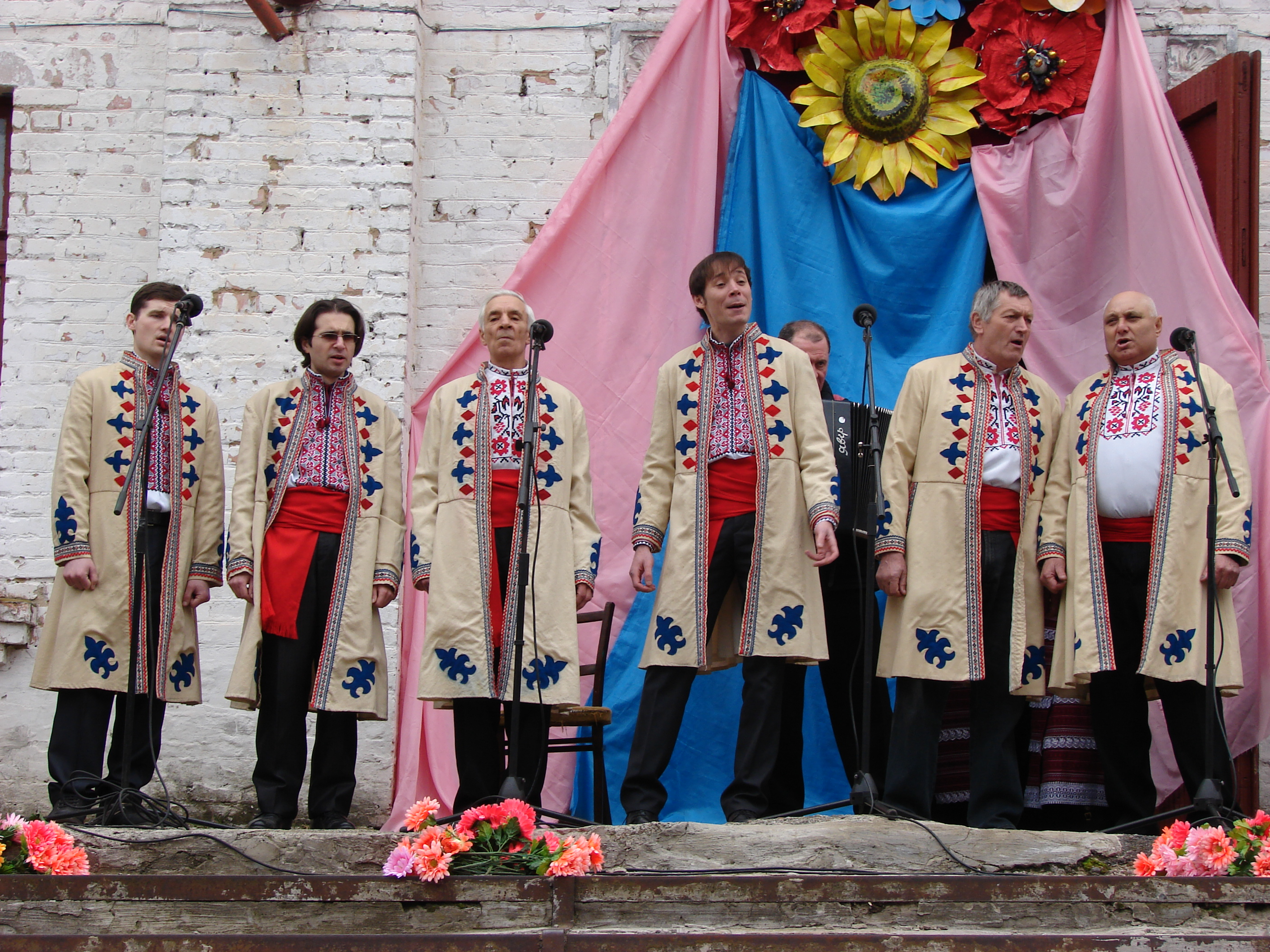
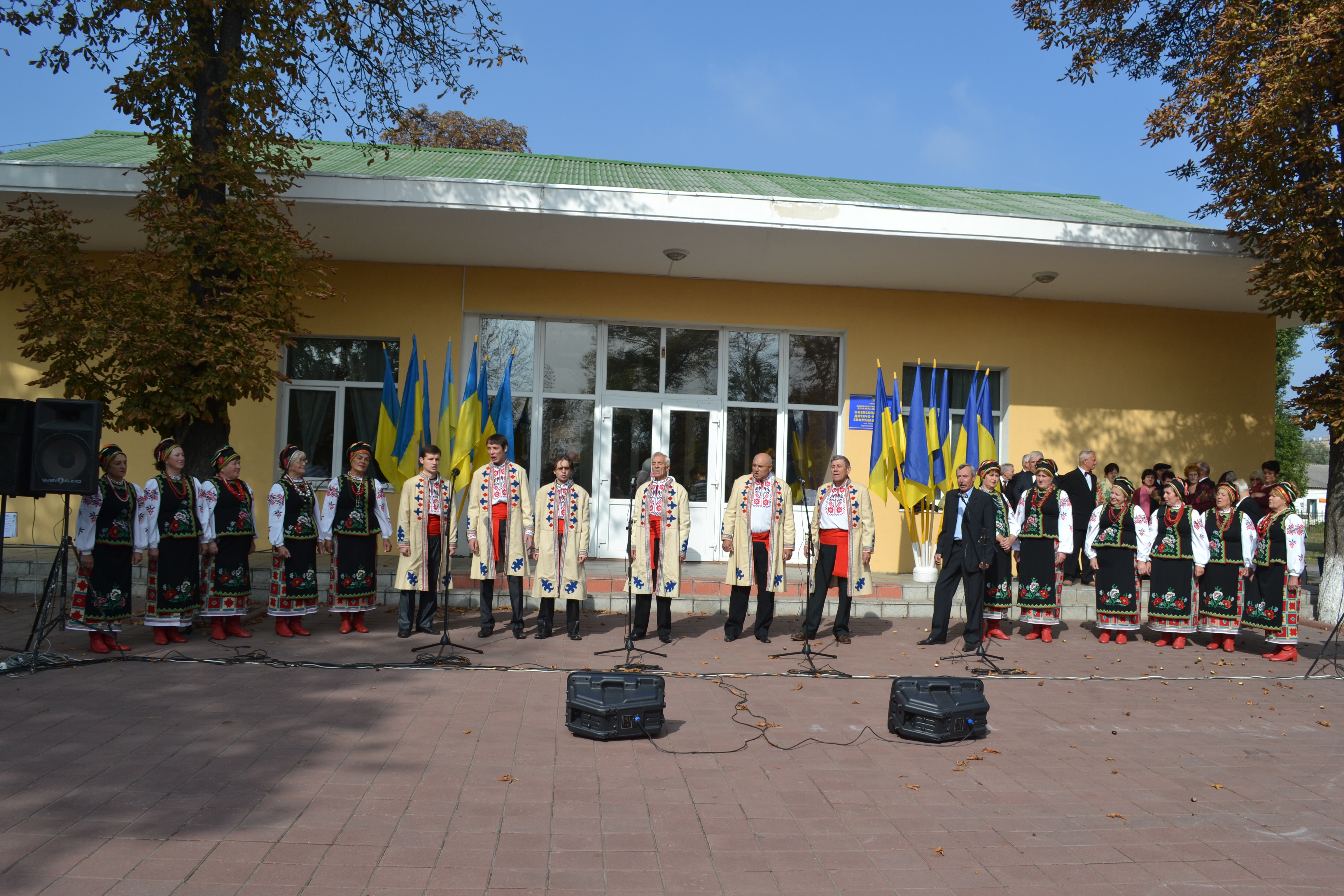
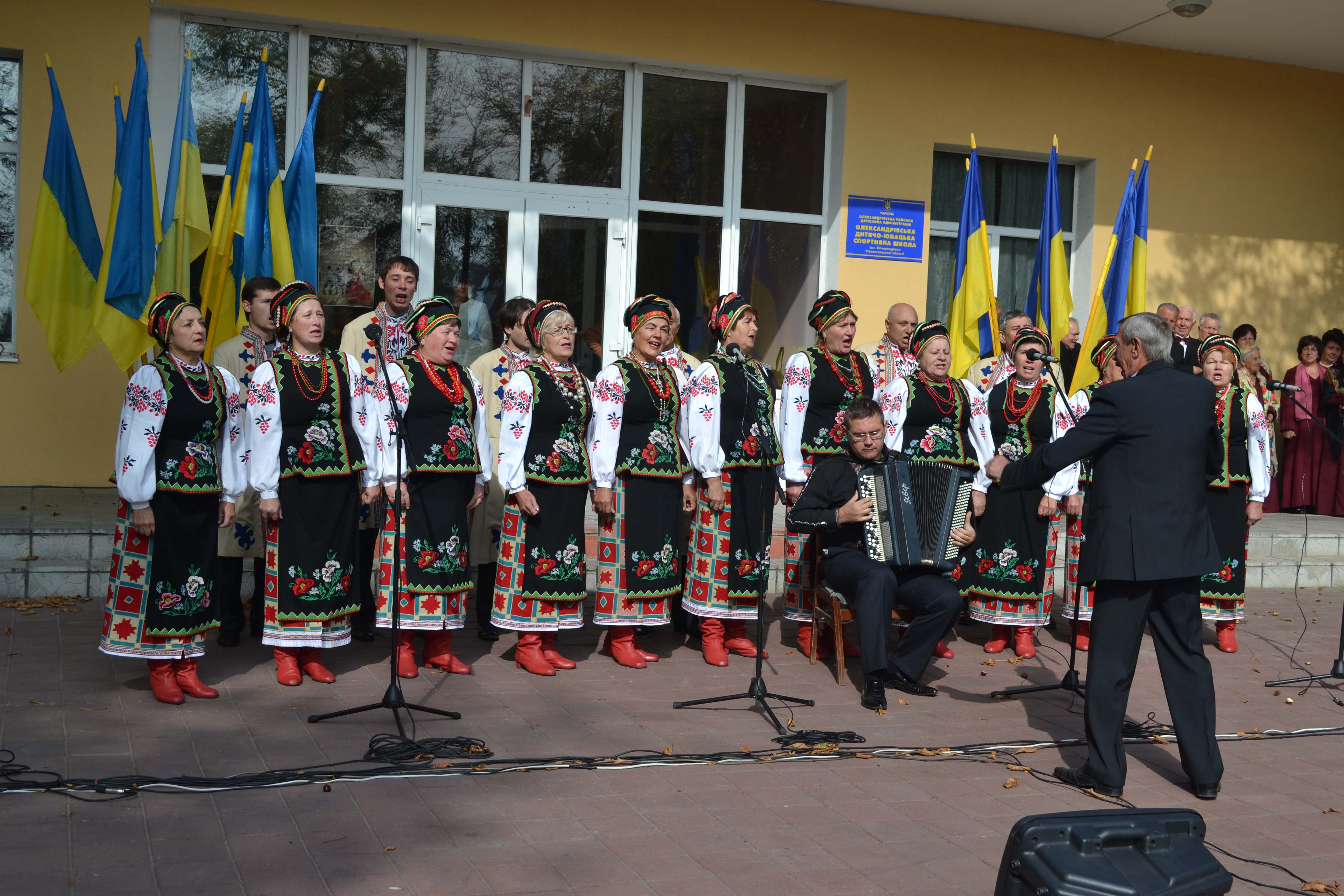
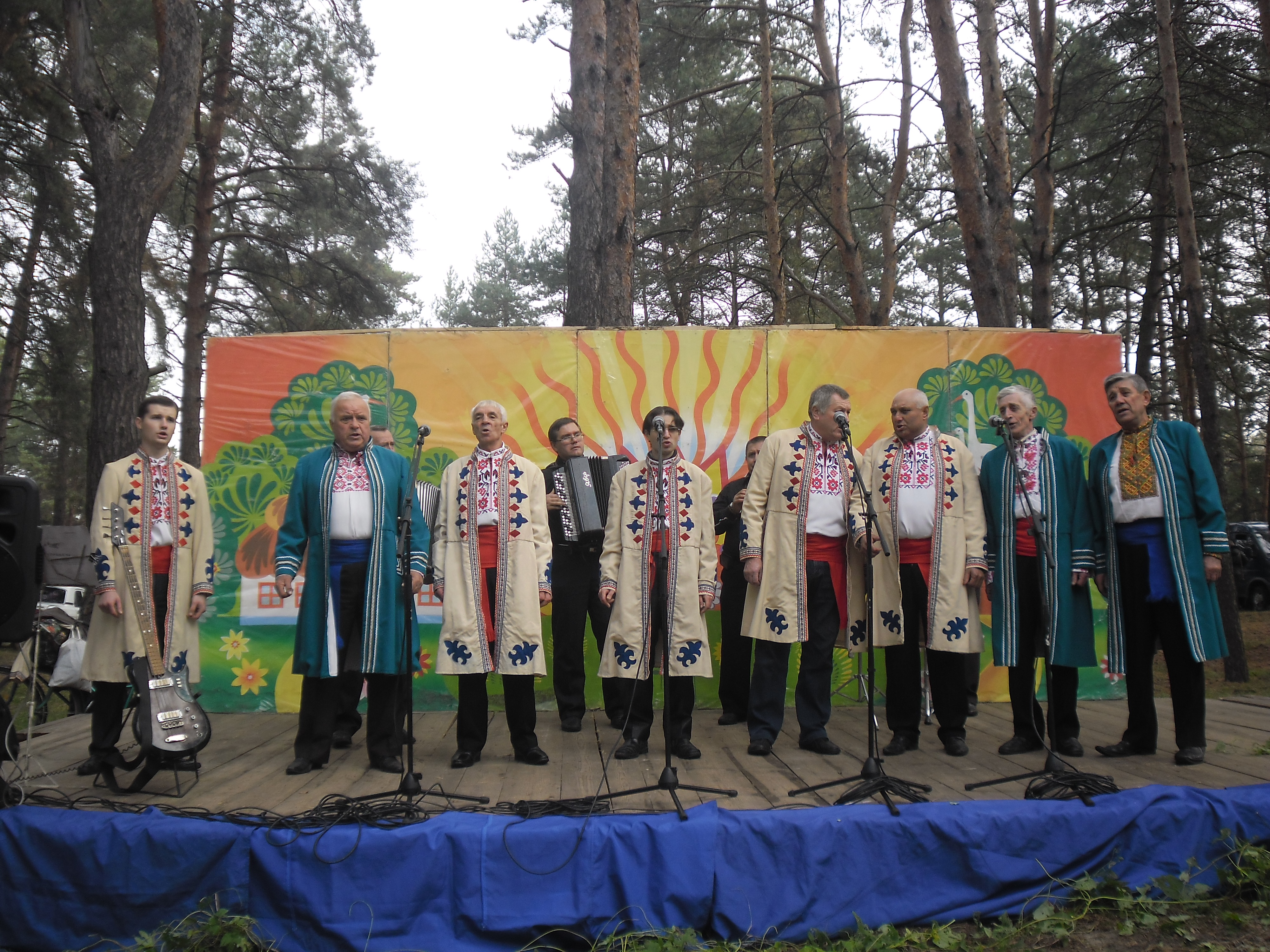